# دنی پیت
دنی پیت (انگلیسی: Danny Pate؛ زادهٔ ۲۳ مارس ۱۹۷۹) دوچرخه‌سوار اهل ایالات متحده آمریکا است.
از باشگاه‌هایی که در آن بازی کرده‌است می‌توان به تیم دوچرخه‌سواری سائکو، تیم دوچرخه‌سواری یونایتدهلثکر، کنندیل–دراپاک، اچ‌تی‌سی-هایرود، و تیم اسکای اشاره کرد.
وی در مسابقات کشوری و بین‌المللی در مجموع برندهٔ ۱ مدال طلا شده‌است.